# ワネルー・レースウェイ
ワネール・レースウェイは、ネアーラバップにあるモータースポーツサーキットで、西オーストラリアのパースの北の約50キロ地点に位置する。
最初のレース大会は1969年3月に開催。当初、年間の主要レースは6時間のルマンのスタイルのレースセダンとスポーツカーレースだった。しかし、そのイベントへの関心が鈍化したため、プロダクションカーレースが主要なレースタイプとして引き継がれた。 オーストラリアGPは、サーキットの西側に新しいピットとパドックエリアがオープンしたのと同時に、初めて開催された。グランプリは、南オーストラリア州のジョニー・ウォーカーがローラT332フォーミュラ5000で優勝した。ウォーカーはフォーミュラ5000を運転するAGPを獲得した最後のドライバーだった。
1992年に、現在の回路のターン5をバックストレートにリンクして新しいのロングコースに変更。この拡張は、西オーストラリアの著名なモータースポーツアイデンティティであるアルフバルバガッロによって資金提供されたため、サーキット名はバルバガッロレースウェイに変更された。 
ショートコースも建設され、夜間のレースイベントを開くことも可能だった。
サーキットは2004年に完全に再浮上し、2004年の最初の数ヶ月でほぼすべてのラップレコードが破られた。このエリアは砂浜であるため、サーキットは時間の経過とともに徐々に摩耗し、国内で最もタフなタイヤの1つと見なされていた。
サーキットは2019年初頭に再び浮上しました。 サーキットは2020年にワネルーレースウェイに改名された。